# فردریک برلیانت
فردریک برلیانت (انگلیسی: Frédéric Brillant؛ زادهٔ ۲۶ ژوئن ۱۹۸۵) بازیکن فوتبال اهل فرانسه است.
از باشگاه‌هایی که در آن بازی کرده‌است می‌توان به باشگاه فوتبال دی‌سی یونایتد، باشگاه فوتبال نیویورک سیتی، و باشگاه فوتبال اوستنده اشاره کرد.